# NK Sava Kranj
Nogometni klub Sava Kranj (tiếng Việt: Sava Kranj Football Club), thường hay gọi NK Sava Kranj hoặc đơn giản Sava Kranj, là một câu lạc bộ bóng đá Slovenia đến từ Kranj hiện tại thi đấu ở Giải bóng đá hạng ba quốc gia Slovenia. Câu lạc bộ được thành lập năm 1933. Sava Kranj từng được biết đến với tên gọi NK Mladost Kranj từ năm 1945 đến năm 1974.

## Danh hiệu
- Giải bóng đá hạng tư quốc gia Slovenia: 4

1997–98, 2007–08, 2011–12, 2012–13
- Giải bóng đá hạng năm quốc gia Slovenia: 1

2003–04